# 金建中
金建中（1919年7月—1989年10月12日），男，原籍安徽黟县，生于北京，中国物理学家，中国科学院数学物理学部学部委员，曾任航天工业部总工程师、科技委员会委员，兰州物理研究所所长、研究员，博士研究生导师，中国真空学会第一届理事长。

## 生平
1944年毕业于国立北京大学。1946年在辅仁大学研究生院毕业。1980年当选为中国科学院院士（学部委员）。